# Augustyn Mirys

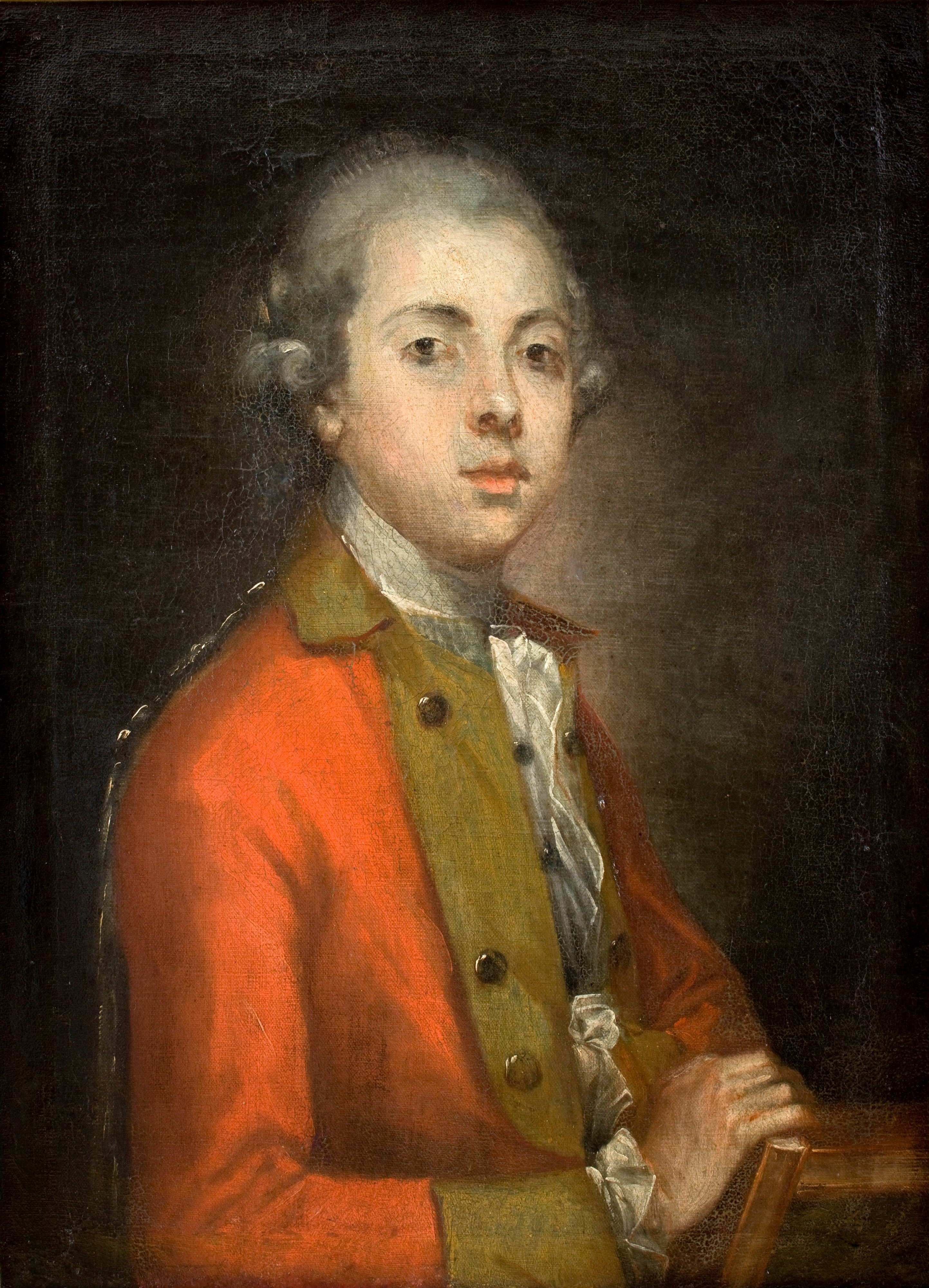
Kajetan Węgierski költő portréja (1772) Krakkói Nemzeti Múzeum

Augustyn Mirys (1700. január 8.  – 1790. március 8.) skót-francia származású lengyel festő.

## Élete
Egy skót bevándorló fia, valószínűleg Franciaországban nőtt fel. Feltételezik, hogy Rómában tanulta meg a festészet alapjait. Ott találkozott 1739-ben Jan Kajetan Jabłonowski lengyel arisztokratával, és Olaszországból Lengyelországba költözött a segítségével. Kezdetben Gdańskban, később Varsóban tartózkodott. A lengyel mágnások udvaraiba került, Jabłonowskinak, Cetnernek, a Krasiński családnak és Franciszek Bieliński marsallnak dolgozott, 1746-tól portrékat festett. Az 1750-es évek elején Jan Klemens Branicki szolgálatába lépett és Białystokban telepedett le. Megbecsülték a munkáit, és később a törvény által a lengyel nemeseknek biztosított összes kiváltságot ő is megkapta. A Białystok melletti Nowe Miastoban halt meg.
Elsősorban olajfestményeket készített, de pasztelltechnikával is dolgozott. Vallási, mitológiai és történelmi tárgyú képeket, portrékat és tájképeket festett. Szívesen készített önarcképeket, a képeit vallási jelenetekben helyezte el.
A felesége a lengyel Apolonia Holsztyńska volt. Született egy fiuk, Silvestre David Mirys (1750–1810), aki Franciaországban festő és illusztrátor lett.

## Fordítás
- Ez a szócikk részben vagy egészben  az   Augustyn Mirys című angol Wikipédia-szócikk ezen változatának fordításán alapul.  Az eredeti cikk szerkesztőit annak laptörténete sorolja fel. Ez a jelzés csupán a megfogalmazás eredetét és a szerzői jogokat jelzi, nem szolgál a cikkben szereplő információk forrásmegjelöléseként.